# Richard Heuberger
Richard Franz Joseph Heuberger (Graz, 18 de junio de 1850 - Viena, 28 de octubre de 1914) fue un compositor austriaco de óperas y operetas, y también fue crítico musical y pedagogo de la música.
Además de música, estudió la carrera de ingeniero, pero al acabarla se dedicó exclusivamente a la música y en 1878 fue nombrado director de la Akademischer Gesangverein de Viena y de la Singakademie. A partir de 1881 también se dedicó a la crítica y colaboró sucesivamente en el Wiener Tageblatt, Allg. Zeitung de Múnich y Neue Freie Presse, dirigiendo desde 1904 la Neue Musikalische Presse. En 1902 fue nombrado profesor del Conservatorio de Viena y director del Wiener Männergesangverein.
Entre sus numerosas composiciones figuran lieder, coros, suites para orquesta, una apertura, una sinfonía, una cantata, buen número de operetas y las óperas Manuel Venegas, inspirada en El niño de la bola de Pedro Antonio de Alarcón (Leipzig, 1889); Abenteuer einer Neujahrsnacht; Mirjam (Viena, 1894); Das Maifest (Viena, 1904) y Barfüssele (Dresde, 1905). Además de sus artículos de crítica, publicó: Musikalische Skissen en 1901, y Un foyer también en 1901 y una biografía de Franz Schubert.